# Protaetia cuprina
Protaetia cuprina — жук из семейства пластинчатоусых (Scarabaeidae). Иногда рассматривается как
подвид Protaetia cuprea.

## Описание
Жук длиной 17—24 мм. Окраска тела блестящая, бронзовая, с медно-красным отливом, иногда частично с зеленоватым отливом, реже бронзовым. Также может быть верх бронзовый, иногда с латунным, зеленоватым или медно-красным отливом, тёмно-пурпурно-красным. Надкрылья с многочисленными белыми пятнами. Низ тела тёмно-бронзовый, брюшко посредине с фиолетовым или зелёным отливом.
Тело довольно выпуклое, относительно широкое. Переднеспинка по бокам без выемки. Посередине диска она покрыта негустыми и мелкими, редко более крупными точками, по бокам — в точках и длинных морщинках, вдоль боковых краев с узкой белой каймой, которая в редких случаях бывает разбита на отдельные пятна. На диске обычно 4 круглых целых пятна и многочисленные белые пятнами между ними. Шовный промежуток, наружное ребро и предвершинные бугры покрыты мелкими, редкими точками. Бока груди в белых пятнах. Надкрылья короткие и широкие с многочисленными белями пятнами и перевязями.

## Ареал
Распространен в северо-восточной и европейской Турции, большей части Малой Азии (кроме ее юго-востока), на Эгейских островах, восточной Болгарии и юго-восточной Румынии (Добруджа), в южной части Крыма (южнее линии Евпатория—Симферополь—Карадаг); в Предкавказье северная граница ареала идет от Новороссийска до Краснодара, Армавира, Солдатско-Александровского (на реке Куме), Кизляра, на дельту Терека, берег Каспийского моря. Далее вид широко распространен по Кавказу, за исключением его юго-восточной части, на восток до линии Дербент—Лагодехи—восточнее озера Севан..

## Биология
Жуки активны с апреля-мая по конец августа. В Крыму и на Кавказе встречаются в лесах, особенно на полянах и опушках, в садах, обычно на деревьях с вытекающим соком и на цветах деревьев и кустарников, например, тамарикса, черной бузины, боярышника и др. Личинка развивается в трухлявой древесине лиственных деревьев, в дуплах. Вид распространен преимущественно в гористых местностях, где поднимается до высоты 1560 метров над уровнем моря (в Предкавказье) и до 2000 метров над уровнем моря (в Закавказье).